# Big Timber
Big Timber är administrativ huvudort i Sweet Grass County i Montana. Orten hette ursprungligen Dornix.

## Kända personer från Big Timber
- Lindsay Burns, roddare
- Judy Martz, politiker